# 金色池塘
《金色池塘》（英語：On Golden Pond），是一部根据同名百老汇舞台剧的著名美国电影。该片由亨利·方达和凯瑟琳·赫本主演，1981年12月4日上映，次年获得奥斯卡最佳影片、最佳导演、最佳攝影、最佳女配角（亨利·方达之女简·方达）、最佳剪輯獎、最佳音樂獎以及最佳音效獎等十項提名，赢得三个大奖，包括奥斯卡最佳改編劇本獎、奥斯卡最佳男主角奖和奥斯卡最佳女主角奖。此外还赢得金球奖最佳剧情片和最佳男主角奖，以及英国电影学院奖最佳女主角奖和美国编剧工会奖最佳改编剧本奖。

## 剧情
老年夫妇埃塞尔与诺曼从城市回到有美丽湖景的別墅生活，女儿切尔西带着男友比尔及比尔13岁的儿子比利前来看望父母，并为其父的80岁生日祝寿。不过诺曼与女儿切尔西自小就有矛盾，两人一直不能理解对方。由于切尔西与比尔要去欧洲游玩一个月，于是留下比利由二老照看。尽管一开始年幼的比利与二老相处不恰，不过渐渐地，在一起钓鱼以及训练比利跳水的过程中好感速增。在一个傍晚，诺曼与比利开船寻找鳟鱼沃尔特时，意外触礁导致船被撞坏，诺曼掉落湖中受伤，幸好在岩石上落难的二人被及时赶来的埃塞尔和查理开船救回。
从欧洲回来的切尔西告诉父母，她与比尔已在布鲁塞尔结婚，而比尔已回去工作。切尔西向母亲抱怨父亲从小就不关爱她，并对此很伤心；其母则告之父亲只是表面严厉内心充满爱意的人。在离开前，切尔西与父亲互相谅解了对方，修补了长期以来的感情隔阂。切尔西与比利走后，埃塞尔与诺曼也准备收拾东西返回城市生活，此时诺曼突发心病，埃塞尔担心诺曼将与世长辞因此倍感伤心。不过很快诺曼恢复了正常，两人不舍地告别了別墅。

## 角色
- Katharine Hepburn - 埃塞尔，诺曼的妻子
- Henry Fonda - 诺曼，埃塞尔的丈夫
- Jane Fonda - 切尔西，诺曼与埃塞尔的女儿
- Doug McKeon - 比利，比尔与前妻的儿子
- Dabney Coleman - 比尔，牙医，切尔西的男友，后来两人在布鲁塞尔结婚
- William Lanteau - Charlie Martin，邮递员，诺曼別墅所在地區的友人

## 外部連結
- 開眼電影網上《金池塘》的資料（繁體中文）
- 豆瓣电影上《金色池塘》的資料 （简体中文）
- 时光网上《金色池塘》的資料（简体中文）
- AllMovie上《金色池塘》的资料（英文）
- 爛番茄上《金色池塘》的資料（英文）
- Box Office Mojo上《金色池塘》的資料（英文）
- TCM电影资料库上《金色池塘》的资料（英文）
- 互联网电影数据库（IMDb）上《金色池塘》的资料（英文）